# Stamnodes eldridgensis
Stamnodes eldridgensis là một loài bướm đêm trong họ Geometridae.